# João Catanho de Meneses
João Catanho de Meneses (Faial, Santana, Madeira, 17 de abril de 1854 — Cabeço de Montachique, 16 de maio de 1942) foi um advogado e político que, entre outras funções de relevo, foi deputado, senador, presidente da Câmara Municipal de Lisboa e, por diversas vezes, Ministro da Justiça durante a Primeira República Portuguesa. Foi Bastonário da Ordem dos Advogados Portugueses em 1942.

## Biografia
Licenciou-se em Direito na Faculdade de Direito da Universidade de Coimbra (1879), vindo a exercer a advocacia na cidade de Lisboa.
Progressista, representou a Madeira nas Cortes em 1890, 1897 a 1899, 1900, 1905 a 1906, tendo abandonado o partido em 1907.
Com a implantação da República Portuguesa, filiou-se ao Partido Democrático. Em 1914 foi presidente da Câmara Municipal de Lisboa. Ingressou como deputado para o Parlamento republicano em 1915, sendo eleito líder dos Democratas, transitando depois para o Senado, onde igualmente foi líder durante seis anos, até à Revolução de 28 de Maio de 1926.
Em 1915, exerceu o cargo de Ministro da Justiça no governo presidido pelo Dr. José de Castro, deixando o Governo logo que foi declarada guerra a Portugal pelo Império Alemão em 1916. Retornaria à pasta da Justiça de Fevereiro a Dezembro de 1922, de Julho a Novembro de 1924 e de Agosto de 1925 a 28 de maio de 1926.
Retornou à advocacia, vindo a ser em 1931 indicado pela Câmara de Lisboa para árbitro na questão do preço da eletricidade, e vindo a exercer o cargo de presidente do conselho superior disciplinar da Ordem dos Advogados Portugueses.

## Obra
- Direito commercial portuguez, ou Pratica da legislação commercial do foro (…)